# Synaptula media
Synaptula media is een zeekomkommer uit de familie Synaptidae.
De wetenschappelijke naam van de soort werd in 1984 gepubliceerd door Gustave Cherbonnier & Jean-Pierre Féral.